# Arrondissement de Kröben

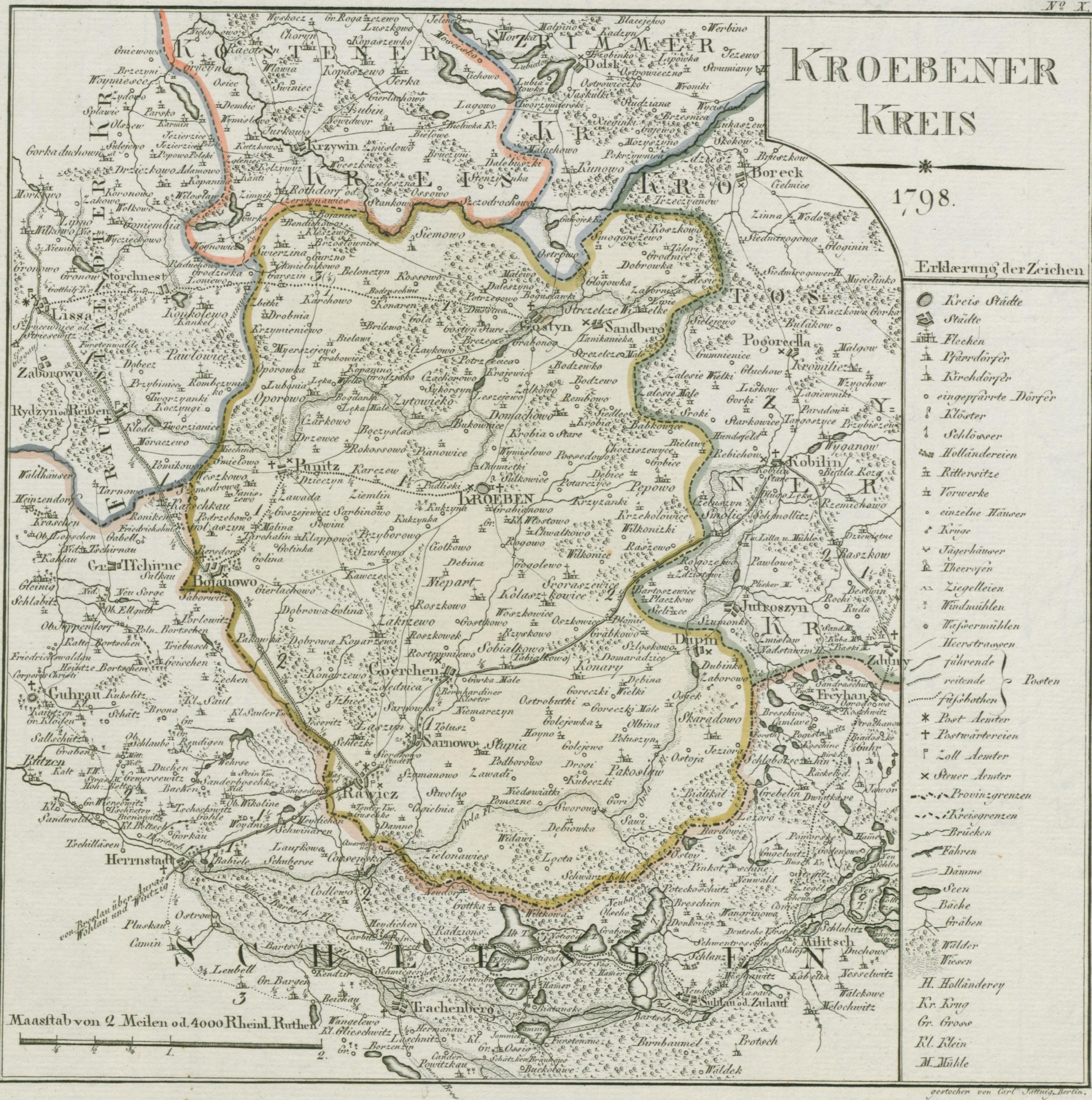
L'arrondissement de Kröben dans la Prusse-Méridionale

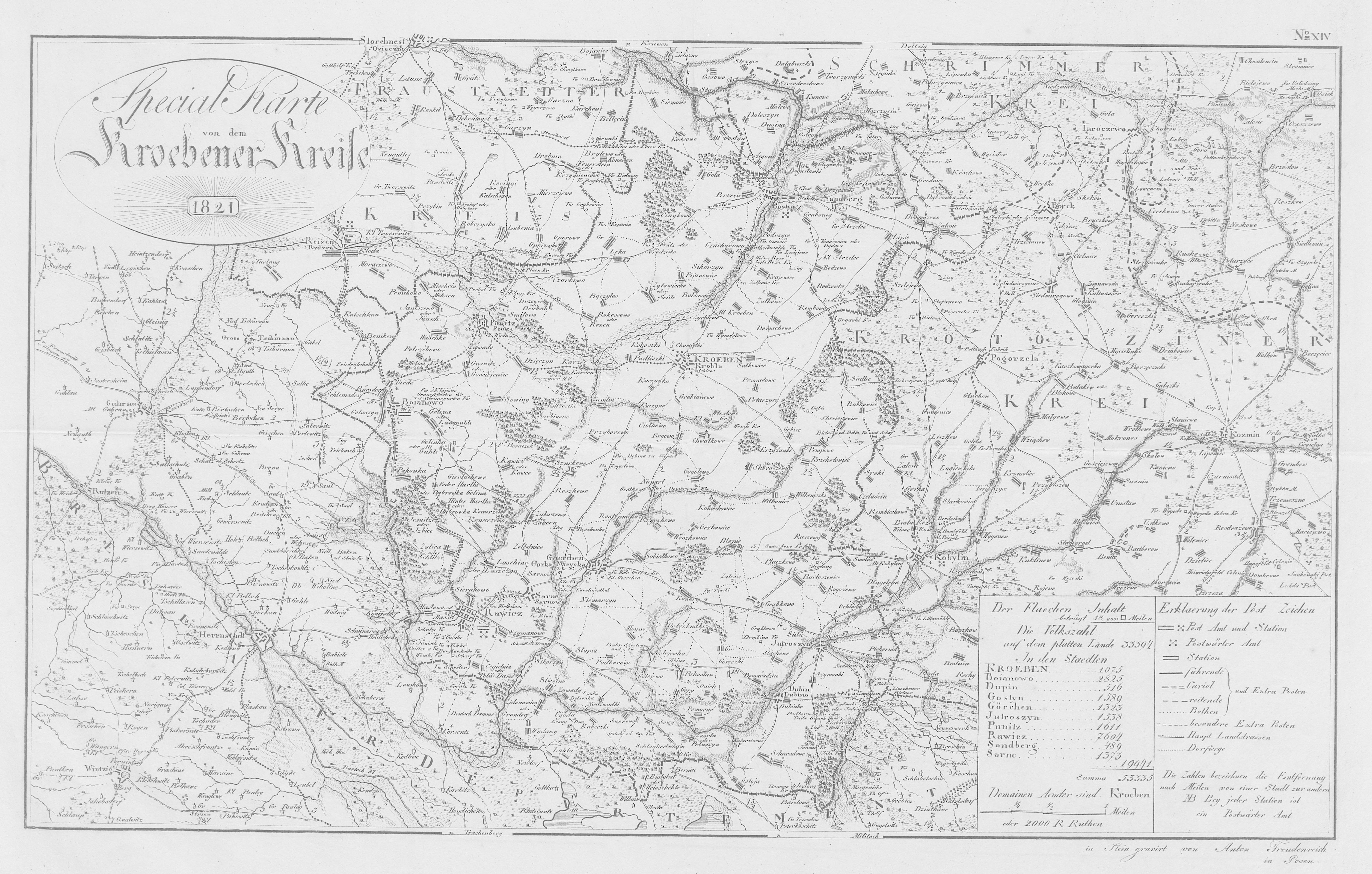
L'arrondissement de Kröben dans la province de Posnanie

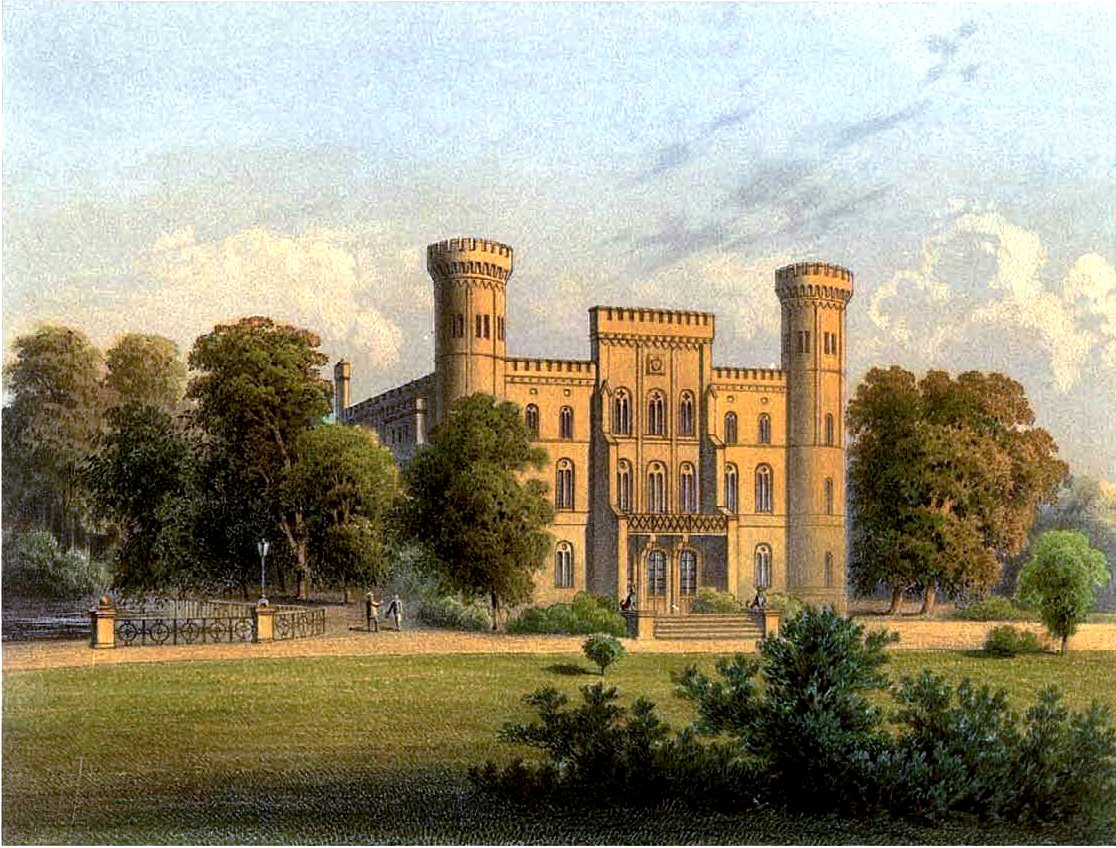
Château de Rokosowo (allemand : Rufen) vers 1860, Collection Duncker

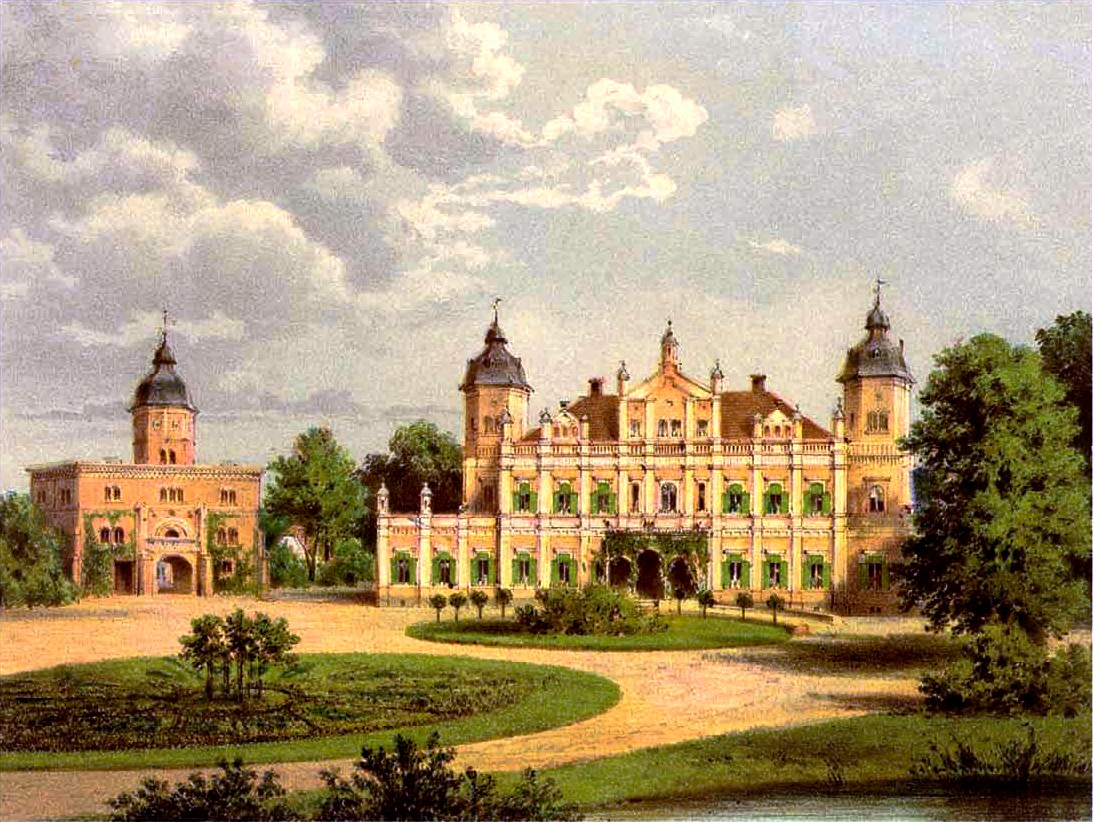
Château de Golejewko vers 1860, Collection Duncker

L'arrondissement de Kröben existe de 1793 à 1807 dans la province prussienne de Prusse-Méridionale et de 1815 à 1887 dans le sud de la province prussienne de Posnanie. L'ancien territoire de l'arrondissement appartient désormais à la voïvodie polonaise de Grande-Pologne .

## Histoire
Après le troisième partage de la Pologne de 1793 à 1807, le territoire autour des villes polonaises occidentales de Kröben et Rawitsch appartiennent à l'arrondissement de Kröben dans la province prussienne de Prusse-Méridionale. Grâce à la paix de Tilsit en 1807, la région devient partie intégrante du duché de Varsovie et forme désormais un powiat de la préfecture de Poznań avec un sous-préfet à sa tête. Après le Congrès de Vienne du 15 mai 1815, l'arrondissement tombe de nouveau aux mains du Royaume de Prusse et devient une partie du district de Posen de le grand-duché de Posen.
Dans le cadre des réformes administratives prussiennes, une réforme est menée dans le district de Posen le 1er janvier 1818, dans laquelle les limites de l'arrondissement de Kröben ne sont que légèrement modifiées. La ville de Rawitsch devient le chef-lieu de l'arrondissement et le siège du bureau de l'arrondissement.
Faisant partie de la province de Posnanie, l'arrondissement de Kröben devient partie intégrante du nouvel Empire allemand le 18 janvier 1871, ce contre quoi les députés polonais du nouveau Reichstag protestent le 1er avril 1871.
Le 1er octobre 1887, l'arrondissement de Kröben est dissous. Le nouveau arrondissement de Rawitsch est formé à partir de la moitié sud. Le nouveau arrondissement de Gostyn est formé à partir de la moitié nord, à laquelle appartiennent les communes de Jawory, Strumiany et Wycisłowo, les communes et les districts de domaine de Daleszyn, Dusina, Koszkowo et Ostrowo ainsi que le district de domaine de Jeżewo de l'arrondissement de Schrimm au nord.

## Évolution de la démographie
| Année | Habitants | Source |
| ----- | --------- | ------ |
| 1818  | 49 499    | [ 8 ]  |
| 1846  | 69 704    | [ 9 ]  |
| 1871  | 75 213    | [ 10 ] |

La population de l'arrondissement est composée d'environ 75 % de Polonais et d'environ 25 % d'Allemands.

## Politique

### Administrateurs de l'arrondissement
- 1793–179500Peter Boguslaus von Haza-Radlitz[11]
- 1795–180600Heinrich von Grotthuss (de)[12]
- 1818–183100Karl von Randow
- 1831–183800Stammer
- 1839–184800Ernst von Motz (de)[13]
- 1851–187700Bernhard Schopis (de)
- 1877–188200Arthur von Posadowsky-Wehner (Parti conservateur libre)
- 1885–188700Eugen von Steinmann (de)[14]

### Élections
L'arrondissement de Kröben appartient à la 5e circonscription du district de Posen au Reichstag. La circonscription est remportée par les candidats de la Fraction polonaise à toutes les élections du Reichstag entre 1871 et 1887 :
- 187100Roman Czartoryski (de)
- 187400Roman Czartoryski
- 187700Roman Czartoryski
- 187800Roman Czartoryski
- 188100Casimir von Chlapowski (de)
- 188400Casimir von Chlapowski
- 188700Adam Czartoryski (de)

## Structure administrative
L'arrondissement de Kröben comprend les neuf villes de Bojanowo, Dubin, Görchen, Gostyn, Jutroschin, Kröben, Punitz, Rawitsch, Sandberg et Sarne (de),. Les communes et les districts de domaine sont initialement regroupés en districts de Woyt plus petits (polonais « wójt » = allemand « Vogt ») et plus tard en districts de police plus grands .

## Communes
En 1871, les communes suivantes appartiennent à l'arrondissement :
| - Alt Choyno - Alt Gostyn - Alt Guhle - Alt Kröben - Babkowitz - Bärsdorf - Bartoszewice - Bialykal - Bodzewko - Bodzewo - Bojanowo, ville - Bonczylas - Brzezie - Brzezie Abbau - Bukownica - Carolinenthal - Chwalkowo - Ciolkowo - Czachorowo - Czajkowo - Czarkowo - Czaykowo - Czeluscin - Damme - Dembionka - Dlonie - Domachowo - Domaradzic - Dombrowka golina - Dombrowka Konarzewo - Drogi - Drogoszewo godurowo - Drogoszewo zalesie - Drzenczewo - Drzewce - Dubin, ville - Dubinko - Dzienczyin - Elencin - Gembice - Gerlachowo - Gogolewo - Gola - Golejewko | - Golejewo - Görchen, ville - Goreczki - Gory - Gostkowo - Gostyn, ville - Grabianowo - Grabonog - Grodnica - Grodzisko - Grombkowo - Groß Lenka - Groß Strzelcze - Gründorf - Gusswitz - Izbice - Janiszewo - Janowo - Jeziora - Jutroschin, ville - Karzec - Kawicz - Klein Lenka - Klein Strzelcze - Kokoszki - Kolaczkowice - Konary - Konarzewo - Kossowo - Krajewice - Kröben, ville - Krzyzanki - Kubeczki - Kuczyna - Kuczynka - Lang Guhle - Laszczyn - Lipie - Lonkta - Ludwinowo - Magdalenowo - Massel - Michalowo - Miechcin | - Nadstawy - Neu Choyno - Neu Dzienczyin - Neu Sielec - Niedzwiadki - Niemarzyn - Niepart - Oczkowice - Olbina - Osiek - Ostoje - Ostrobudki - Pakosław - Pakowko - Pasierby - Pawlowo - Pempowo - Pijanowice - Piskornia - Placzkowo - Podborowo - Podrzecze - Pomocno - Possadowo - Potarzyce - Przyborowo - Pudlischki - Punitz, ville - Raszewy - Rawitsch, ville - Rembowo - Rogowo - Rogozewo - Rokossowo - Rostempniewo - Roszkowo - Rzyczkowo - Sandberg, ville - Sarbinowo - Sarne (de), ville - Sarnowko - Schlemsdorf - Siedlec - Siemowo | - Sierakowo - Sikorzyn b. Kröben - Sikorzyn b. Rawitsch - Skoraszewice - Slonskowo - Slupia - Smilowo - Smogorzewo - Smolice - Sobialkowo - Sowiny - Sowy - Stwolno - Sulkowice - Sworowo - Szkaradowko - Szkaradowo - Szurkowo - Szymanowo - Szymonki - Tarchalin - Ugoda - Waschke - Wilkonice - Wilkoniczki - Woszczkowo - Wydartowo - Wydawy - Zaborowo - Zakrzewo - Zalesie b. Gostyn - Zalesie b. Jutroschin - Zaorle - Zawada - Zawady - Zdzientawy - Ziemlin - Ziolkowo - Zmyslowo - Zolendnice - Zychlewo - Zylice - Zytowiecko |